# Schlacht von Athens

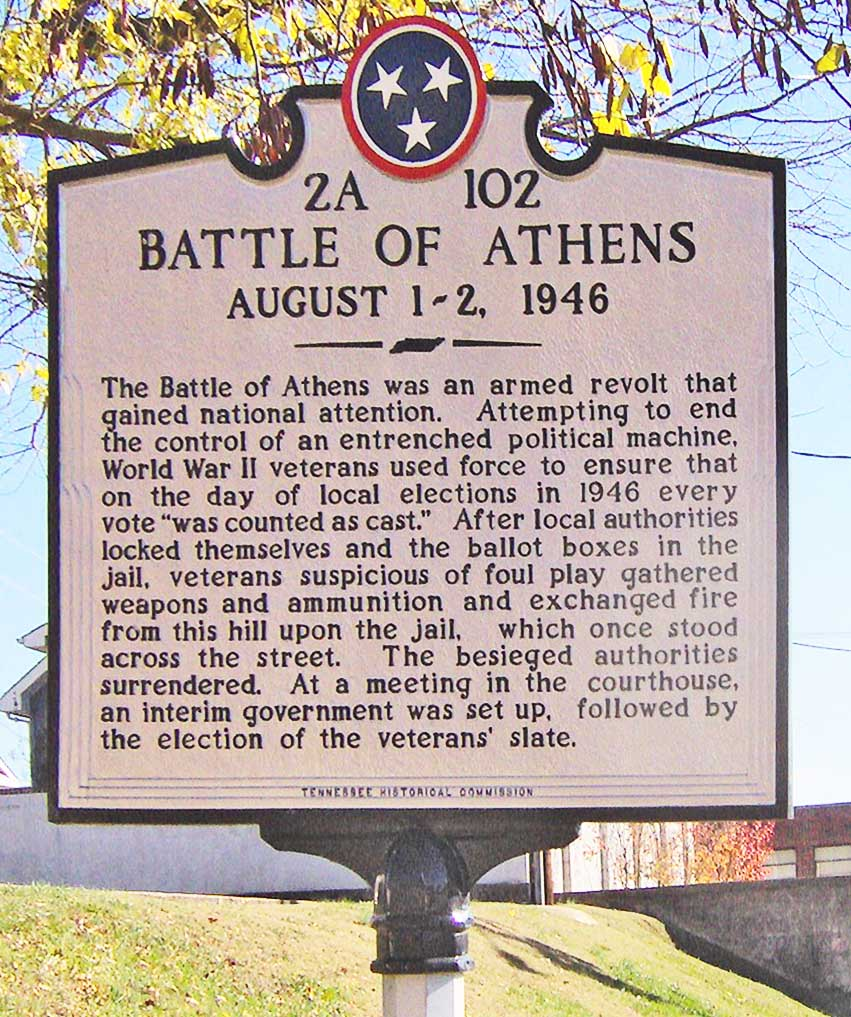
Erinnerungstafel im Ort

Die Schlacht von Athens („Battle of Athens“) war eine Rebellion der Bürger von Athens und Etowah (beide im McMinn County, US-Bundesstaat Tennessee) gegen ihre lokale Regierung im August 1946. Die Bürger beider Orte, darunter auch zurückkehrende Soldaten aus dem Zweiten Weltkrieg, beschuldigten die Behörden der Korruption und Einschüchterung der Wähler.
Dieses Ereignis wird in den Vereinigten Staaten von Befürwortern des Schusswaffenbesitzes immer wieder aufgegriffen, um den Wert des Zweiten Verfassungszusatzes hervorzuheben.

## Hintergrund
Es gab im McMinn-Bezirk schon seit längerer Zeit Vorwürfe wegen Korruption und Wahlbetrugs. Auf die Bitte von Bürgern hin untersuchte das US-Justizministerium die Vorwürfe in den Jahren 1940, 1942 und 1944, beschloss jedoch keine Maßnahmen. Die wohlhabende Cantrell-Familie beherrschte die lokale Politik.
Paul Cantrell war 1936, 1938 und 1940 zum Sheriff – zum Polizeichef des McMinn-Bezirks – gewählt worden. Anschließend (1942 und 1944) wurde er in den Senat des Staates Tennessee gewählt, während sein damaliger Vize-Sheriff („Deputy Sheriff“), Pat Mansfield, das Amt des Sheriffs übernahm.
Ein Gesetz des Bundesstaates führte 1941 zu einer Reduktion des politischen Wettbewerbs, indem die Anzahl der Wahlbezirke von 23 auf 12 reduziert wurde. Auch wurde die Zahl der Justices of the Peace – Richter, die für Übertretungen und kleinere Vergehen zuständig sind – von 14 auf 7 reduziert. Der Sheriff und seine Stellvertreter führten ein Gebühren-System mit einer „Gewinnbeteiligung“ pro Angeklagtem ein: je mehr Festnahmen, desto mehr Verdienst. Nicht selten wurden Busse, welche durch den Bezirk fuhren, von den Sheriffs angehalten und die Passagiere nach Belieben zum Beispiel wegen Trunkenheit gebüßt, gleich ob sie alkoholisiert waren oder nicht.
Als nach dem Ende des Zweiten Weltkrieges rund dreitausend GIs in den McMinn-Bezirk heimkehrten – rund 10 % der Bezirksbevölkerung – forderten diese Cantrells politische Vormachtstellung heraus. Ralph Duggan, einer der Veteranen, sagte in einem zeitgenössischen Interview mit dem Harper’s Magazine „Wenn die Demokratie gut genug war, um sie den Deutschen und Japanern überzuhelfen, dann war sie auch gut genug fürs  McMinn County“. Veteran Bill White beschrieb im Buch "The Fighting Bunch" von 2020 die Motivation wie folgt:

„Wir hatten einige Bars und Spelunken hier in Athens. Und bald bekamen wir Probleme mit den Gesetzeshütern, weil diese ehemalige Soldaten anhielten und Bußen für praktisch alles austeilten – es war eine Gaunerei. Nach harten Jahren des Dienstes – die meisten von uns waren Kriegsveteranen – waren wir gewohnt, unseren eigenen alkoholischen Getränke zu trinken, ohne belästigt zu werden. Je mehr die Sheriffs uns dabei störten, desto wütender wurden wir GIs. Je mehr GIs sie verhafteten, je mehr sie verprügelten, desto zorniger wurden wir.“

Für den August 1946 standen nun Wahlen an. Dabei kandidierte Paul Cantrell erneut für das Amt des Sheriffs, während Pat Mansfield für den Senat kandidierte. Der Wechsel der Positionen kann damit zusammenhängen, dass die Probleme der Polizei mit den GIs hauptsächlich mit der Person von Mansfield verbunden wurden, während Cantrell in seinen früheren Amtszeiten besser dastand.
Die Veteranen begannen sich allerdings schon zu organisieren. Bei einem Treffen im Mai 1946, bei dem man einen Veteranen-Ausweis zur Teilnahme vorzeigen musste, wurde beschlossen, eigene Kandidaten aufzustellen. Die „Non-Partisan League“ (Unparteiische Liga) benannte drei Republikaner und zwei Demokraten, entsprechend dem üblichen Wahlverhalten in der Region. Henry Knox, ein hochdekorierter Veteran, kandidierte für das Amt des Sheriffs direkt gegen Cantrell. Der vermutliche Wahlbetrug wurde von den GIs in Anzeigen und Reden sogar als Motto „Your Vote Will Be Counted As Cast“ genutzt, und die Liga der GIs versprach eine ehrliche Auszählung der Stimmen und eine Reform der lokalen Regierung.
Bill White beschrieb später außerdem, worauf sich der Titel des Buches stützt, wie er in Erwartung von Repressionen durch Mansfield begann, eine Kampftruppe von 30 Mann auszuheben.

## Die Schlacht
Die Vorwahl wurde am 1. August 1946 durchgeführt. Um die Wahl abzusichern, hatte Mansfield zu den eigentlich nur 15 regulären Dienstkräften noch rund zweihundert bewaffnete Hilfskräfte aus benachbarten Kreisen und Bundesstaaten als Sheriffs-„Stellvertreter“ angeheuert. Fast überall kam zu Rangeleien zwischen den Hilfskräften und den Wahlbeobachtern der GIs. In einem Wahllokal in Etowah forderte etwa ein Wahlbeobachter, dass die Wahlurne geöffnet und durch alle sichtbar als leer dokumentiert werden sollte. Obwohl im Wahlgesetz so vorgesehen, wurde er verhaftet unter der Behauptung, dass diese Forderungen das Auszählen der Stimmen „öffentlich machen“ (siehe Wahlgeheimnis). In einem Wahllokal in Athens meldete Walter Ellis Unregelmäßigkeiten an, und wurde umgehen verhaftet, unter der Behauptung gegen Bundesrecht zu verstoßen.
Im Wahllokal der Wasserwerke (Water Works) ereignete sich gegen drei Uhr nachmittags dann der Vorfall mit Tom Gillespie, einem hochaltrigen afro-amerikanischem Farmer. Die Deputy-Hilfskraft C.M. „Windy“ Wise verweigerte ihm aber die Teilnahme an der Wahl. Gillespie bestand aber darauf und wurde von einem GI Wahlbeobachter unterstützt. In der Folge schlug der Deputy ihn zuerst zusammen, wobei er einen Schlagring benutzte, und schoss dem Fliehenden anschließend in den Rücken, wodurch Gillespie schwer verwundet wurde. Wise ist im Übrigen die einzige Person, die später wegen der Vorfälle angeklagt wurde. Er wurde zu drei Jahren Haft verurteilt und nach einem Jahr begnadigt.
Der Vorfall mit Gillespie wurde vom Wahlbeobachter weitergemeldet. Daraufhin versammelten sich zahlreiche Bürger im Wahllokal. Mansfield befahl seinen Deputies, diese Versammlung aufzulösen. Den Wahlbeobachtern gelang die Flucht, aber die Bürger wurden aus dem Wahllokal vertrieben. Bewaffnete Deputies stellten sich in einem Halbkreis vor dem Eingang auf und drohten, von der Schusswaffe Gebrauch zu machen, wenn sie näherträten.
Sheriff Mansfield schaffte die Wahlurnen ins Bezirksgefängnis hinüber, um die Stimmen auszuzählen. Die Deputy Sheriffs fürchteten einen Angriff auf das Gefängnis durch die ehemaligen Soldaten. Den GIs mangelte es zwar an Schusswaffen und Munition, aber ihnen gelang es, Schlüssel zu den Lagern der Nationalgarde und der State Guard auszuleihen und sich mit drei M1-Garand-Gewehren, fünf M1911-Pistolen und 24 M1917-Gewehren auszurüsten. Um acht Uhr abends belagerten GIs und ihre Unterstützer das Gefängnis. Den hinteren Ausgang ließen sie unbewacht, um Pat Mansfield und seinen Leuten einen Ausweg zu lassen.
Zwei Soldaten wurden beim folgenden, dreißig Minuten dauernden Schusswechsel verwundet. Der Vorteil lag bei den Personen im Gefängnis, weil die GIs nur wenig Munition hatten, weil es dunkel wurde und weil die Wände des Gefängnisses eine hervorragende Deckung boten. Die GIs besaßen auch keine Funkgeräte, um ihre Aktion zu koordinieren. Verschiedene Personen, die es wagten, vor dem Gefängnis auf die Straße zu gehen, wurden verwundet. Ein Mann im Gefängnis wurde schwer verletzt. Die meisten von Mansfields Leuten wollten ausharren und auf Hilfe warten, denn Gouverneur McCord mobilisierte die Tennessee State Guard. Die State-Guard-Truppen wurden allerdings nicht eingesetzt; es wird vermutet, dass McCord fürchtete, die State-Guard-Soldaten, von denen die meisten ehemalige Army- und Nationalgarde-Soldaten waren, würden niemals auf andere GIs schießen. Wie viele GIs sich an der Belagerungen des Gefängnisses beteiligten, ist umstritten – die Schätzungen gehen von einigen hundert bis 2000 Mann aus. Bill White nennt 60 Mann unter seinem direkten Kommando.
Um 21 Uhr schlossen offiziell die Wahllokale, und die Auszählung begann in den restlichen Wahllokalen – ohne die drei Wahlurnen, die von Mansfield ins Gefängnis gebracht worden waren. Die Kandidaten der GI lagen dabei mit deutlicher Mehrheit vorn. Die Wahlurnen in der Hoheit von Mansfield wurden ebenfalls ausgezählt, und von dem dort anwesenden Vorsitzenden der Wahlkommission George Woods bestätigt.
Über den Hergang der Schlacht gibt es unterschiedliche Darstellungen. Über mehrere Stunden wurde Mansfield aufgefordert, aufzugeben und die Wahlurnen herauszugeben. Um zwei Uhr morgens erzwangen die GIs eine Lösung des Konflikts. Männer aus dem Meigs County warfen Dynamit-Stangen und zerstörten den Vorbau des Gefängnisses. Etwa zu der Zeit, tauchte ein Rettungswagen auf, den Cantrell und Mansfield zur Flucht nutzen. Die restlichen Deputies ergaben sich.
Die ausgeliehenen Waffen wurden gereinigt und noch vor Sonnenaufgang den Waffenarsenalen zurückgegeben. Obwohl die Schlacht von beiden Seiten blutig verlaufen sein soll, kam es zu keinen weiteren Anklagen.

## Die Folgen
In fünf Wahlbezirken erhielt der Kandidat der GIs, Knox Henry, 1.168 Stimmen, während Cantrell 789 erhielt. Andere GI-Kandidaten gewannen mit ähnlichen Stimmenverhältnissen.
Am 2. August wurde in einer Bürgerversammlung ein dreiköpfiges Komitee aufgestellt, um Athens zu regieren. Die reguläre Polizei war geflüchtet, und so wurden sechs Männer ausgewählt, um in der benachbarten Stadt Etowah für Recht und Ordnung zu sorgen.
Bill White wurde als stellvertretender Sheriff gewählt. Er gibt an, dass er mit seiner Truppe von GIs andere wütende GIs davon abhalten sollte, weithin Selbstjustiz zu üben. Vorübergehend wurde Herbert Walker zum Polizeichef ernannt, bis Henry Knox zurückkehrt, der wegen Morddrohungen im Sweetwater-Gefängnis in Schutzhaft saß.
Die Schlacht von Athens beflügelte reformatorische Bewegungen an anderen Orten, ebenfalls eigene Kandidaten für die Wahlen im November aufzustellen. Die Wahlen am 5. November 1946 verliefen selbst dann ohne Zwischenfälle.
Die Bewegung der GIs selbst zerbrach kurze Zeit nach der Wahl. Die Parteigründung einer „Non-Partisan GI Political League“ konnte Gouverneur McCord dadurch verhindern, dass er den „Young Democrats Clubs of Tennessee“ einrichtete, der sich speziell an GIs wandte. Der republikanische Teil der Bewegung spaltete sich ebenfalls ab.
Paul Cantrell zog nach Etowah und betätigte sich im Autohandel.

## Verfilmung
- Der TV-Film An American Story, produziert im Jahre 1992, basierte auf der Schlacht von Athens, spielte aber in einer texanischen Stadt und im Jahre 1945. Er gewann 1993 einen Emmy Award.